# Diego del Gastor
|  | Per a altres significats, vegeu «Diego Flores (desambiguació)». |

Diego del Gastor -malnom de Diego Flores Amaya- (Arriate, 15 de març de 1908 - Morón de la Frontera, 1973) va ser un guitarrista flamenc, instal·lat a la vila de Morón de la Frontera, Sevilla.
Li deien del Gastor per haver-se criat en aquest poble de la província de Cádiz. Format pels seus germans grans, va estudiar una mica de solfa i va seguir com autodidacta. Va ser un gran improvisador amb la guitarra, el que provocava una especial resposta dels cantaores, que se sentien més motivats. Va actuar molt, però gairebé no va gravar per por a ser copiat, tot i que s'han editat un parell del CDs recopilatoris i algun material com a acompanyant, a més d'aparèixer en la sèrie de RTVE 'Rito y geografía del cante', editada en DVDs (la sintonia era el seu toc). Entre els cantaors que va acompanyar destaquen Juan Talega, Antonio Mairena o la germanes Bernarda i Fernanda de Utrera.
Va formar molts estudiants estatunidencs, pel veïnatge amb la base aèria Hispano Nordeamericana de Morón. El guitarrista català Toti Soler va estudiar amb ell, en abandonar la guitarra elèctrica. El seu estil, auster i poc florit però molt especial, es nota en el toc del seu nebot Diego de Morón, però també de Raimundo Amador. El grup Son de la Frontera està visiblement inspirat en ell.